# ネバダ州選出のアメリカ合衆国上院議員
ネバダ州は、1864年10月31日に連邦に加わった。

## 上院議員一覧
| 第1部 第1部の上院議員は西暦年を6で除算したときの剰余が1と等しい年が任期末である。最近では1994年, 2000年, 2006年, 2012年に改選されている。次の選挙は2018年を予定している。 | 第1部 第1部の上院議員は西暦年を6で除算したときの剰余が1と等しい年が任期末である。最近では1994年, 2000年, 2006年, 2012年に改選されている。次の選挙は2018年を予定している。 | 第1部 第1部の上院議員は西暦年を6で除算したときの剰余が1と等しい年が任期末である。最近では1994年, 2000年, 2006年, 2012年に改選されている。次の選挙は2018年を予定している。 | 第1部 第1部の上院議員は西暦年を6で除算したときの剰余が1と等しい年が任期末である。最近では1994年, 2000年, 2006年, 2012年に改選されている。次の選挙は2018年を予定している。 | 第1部 第1部の上院議員は西暦年を6で除算したときの剰余が1と等しい年が任期末である。最近では1994年, 2000年, 2006年, 2012年に改選されている。次の選挙は2018年を予定している。 | 第1部 第1部の上院議員は西暦年を6で除算したときの剰余が1と等しい年が任期末である。最近では1994年, 2000年, 2006年, 2012年に改選されている。次の選挙は2018年を予定している。 | 議会                                             | 第3部 第3部の上院議員は西暦年を6で除算したときの剰余が5と等しい年が任期末である。最近では1998年, 2004年, 2010年, 2016年に改選されている。次の選挙は2022年を予定している。 | 第3部 第3部の上院議員は西暦年を6で除算したときの剰余が5と等しい年が任期末である。最近では1998年, 2004年, 2010年, 2016年に改選されている。次の選挙は2022年を予定している。 | 第3部 第3部の上院議員は西暦年を6で除算したときの剰余が5と等しい年が任期末である。最近では1998年, 2004年, 2010年, 2016年に改選されている。次の選挙は2022年を予定している。 | 第3部 第3部の上院議員は西暦年を6で除算したときの剰余が5と等しい年が任期末である。最近では1998年, 2004年, 2010年, 2016年に改選されている。次の選挙は2022年を予定している。 | 第3部 第3部の上院議員は西暦年を6で除算したときの剰余が5と等しい年が任期末である。最近では1998年, 2004年, 2010年, 2016年に改選されている。次の選挙は2022年を予定している。 | 第3部 第3部の上院議員は西暦年を6で除算したときの剰余が5と等しい年が任期末である。最近では1998年, 2004年, 2010年, 2016年に改選されている。次の選挙は2022年を予定している。 |
| # | 氏名 | 所属政党 | 在職期間 | 選挙歴 | 任期 | 議会                                             | 任期 | 選挙歴 | 在職期間 | 所属政党 | 氏名 | # |
| 1 | ウィリアム・スチュワート | 共和党 | 1865年2月1日 – 1875年3月3日 | 1865年選出 | 1 | 38                                               | 1 | 1865年選出 | 1865年2月1日 – 1873年3月3日 | 共和党 | ジェームズ・W・ナイ | 1 |
| 1 | ウィリアム・スチュワート | 共和党 | 1865年2月1日 – 1875年3月3日 | 1865年選出 | 1 | 39                                               | 1 | 1865年選出 | 1865年2月1日 – 1873年3月3日 | 共和党 | ジェームズ・W・ナイ | 1 |
| 1 | ウィリアム・スチュワート | 共和党 | 1865年2月1日 – 1875年3月3日 | 1865年選出 | 1 | 40                                               | 2 | 1867年再選 再選に失敗 | 1865年2月1日 – 1873年3月3日 | 共和党 | ジェームズ・W・ナイ | 1 |
| 1 | ウィリアム・スチュワート | 共和党 | 1865年2月1日 – 1875年3月3日 | 1869年再選 引退 | 2 | 41                                               | 2 | 1867年再選 再選に失敗 | 1865年2月1日 – 1873年3月3日 | 共和党 | ジェームズ・W・ナイ | 1 |
| 1 | ウィリアム・スチュワート | 共和党 | 1865年2月1日 – 1875年3月3日 | 1869年再選 引退 | 2 | 42                                               | 2 | 1867年再選 再選に失敗 | 1865年2月1日 – 1873年3月3日 | 共和党 | ジェームズ・W・ナイ | 1 |
| 1 | ウィリアム・スチュワート | 共和党 | 1865年2月1日 – 1875年3月3日 | 1869年再選 引退 | 2 | 43                                               | 3 | 1873年選出 | 1873年3月4日 – 1903年3月3日 | 共和党 | ジョン・P・ジョーンズ | 2 |
| 2 | ウィリアム・シャロン | 共和党 | 1875年3月4日 – 1881年3月3日 | 1875年選出 引退 or 再指名に失敗 | 3 | 44                                               | 3 | 1873年選出 | 1873年3月4日 – 1903年3月3日 | 共和党 | ジョン・P・ジョーンズ | 2 |
| 2 | ウィリアム・シャロン | 共和党 | 1875年3月4日 – 1881年3月3日 | 1875年選出 引退 or 再指名に失敗 | 3 | 45                                               | 3 | 1873年選出 | 1873年3月4日 – 1903年3月3日 | 共和党 | ジョン・P・ジョーンズ | 2 |
| 2 | ウィリアム・シャロン | 共和党 | 1875年3月4日 – 1881年3月3日 | 1875年選出 引退 or 再指名に失敗 | 3 | 46                                               | 4 | 1879年再選 | 1873年3月4日 – 1903年3月3日 | 共和党 | ジョン・P・ジョーンズ | 2 |
| 3 | ジェームズ・グラハム・フェア | 民主党 | 1881年3月4日 – 1887年3月3日 | 1881年選出 再選に失敗 | 3 | 47                                               | 4 | 1879年再選 | 1873年3月4日 – 1903年3月3日 | 共和党 | ジョン・P・ジョーンズ | 2 |
| 3 | ジェームズ・グラハム・フェア | 民主党 | 1881年3月4日 – 1887年3月3日 | 1881年選出 再選に失敗 | 3 | 48                                               | 4 | 1879年再選 | 1873年3月4日 – 1903年3月3日 | 共和党 | ジョン・P・ジョーンズ | 2 |
| 3 | ジェームズ・グラハム・フェア | 民主党 | 1881年3月4日 – 1887年3月3日 | 1881年選出 再選に失敗 | 3 | 49                                               | 5 | 1885年再選 | 1873年3月4日 – 1903年3月3日 | 共和党 | ジョン・P・ジョーンズ | 2 |
| 4 | ウィリアム・スチュワート | 共和党 | 1887年3月4日 – 1905年3月3日 | 1887年選出 | 4 | 50                                               | 5 | 1885年再選 | 1873年3月4日 – 1903年3月3日 | 共和党 | ジョン・P・ジョーンズ | 2 |
| 4 | ウィリアム・スチュワート | 共和党 | 1887年3月4日 – 1905年3月3日 | 1887年選出 | 4 | 51                                               | 5 | 1885年再選 | 1873年3月4日 – 1903年3月3日 | 共和党 | ジョン・P・ジョーンズ | 2 |
| 4 | ウィリアム・スチュワート | 共和党 | 1887年3月4日 – 1905年3月3日 | 1887年選出 | 4 | 52                                               | 6 | 1891年再選 | 1873年3月4日 – 1903年3月3日 | 共和党 | ジョン・P・ジョーンズ | 2 |
| 4 | ウィリアム・スチュワート | 銀貨党 | 1887年3月4日 – 1905年3月3日 | 1893年再選 | 5 | 53                                               | 6 | 1891年再選 | 1873年3月4日 – 1903年3月3日 | 共和党 | ジョン・P・ジョーンズ | 2 |
| 4 | ウィリアム・スチュワート | 銀貨党 | 1887年3月4日 – 1905年3月3日 | 1893年再選 | 5 | 54                                               | 6 | 1891年再選 | 1873年3月4日 – 1903年3月3日 | 銀貨党 | ジョン・P・ジョーンズ | 2 |
| 4 | ウィリアム・スチュワート | 銀貨党 | 1887年3月4日 – 1905年3月3日 | 1893年再選 | 5 | 55                                               | 7 | 1897年再選 引退 | 1873年3月4日 – 1903年3月3日 | 銀貨党 | ジョン・P・ジョーンズ | 2 |
| 4 | ウィリアム・スチュワート | 銀貨党 | 1887年3月4日 – 1905年3月3日 | 1899年再選 引退 | 6 | 56                                               | 7 | 1897年再選 引退 | 1873年3月4日 – 1903年3月3日 | 銀貨党 | ジョン・P・ジョーンズ | 2 |
| 4 | ウィリアム・スチュワート | 共和党 | 1887年3月4日 – 1905年3月3日 | 1899年再選 引退 | 6 | 57                                               | 7 | 1897年再選 引退 | 1873年3月4日 – 1903年3月3日 | 共和党 | ジョン・P・ジョーンズ | 2 |
| 4 | ウィリアム・スチュワート | 共和党 | 1887年3月4日 – 1905年3月3日 | 1899年再選 引退 | 6 | 58                                               | 8 | 1903年1月27日選出 | 1903年3月4日 – 1917年12月24日 | 民主党 | フランシス・G・ニューランズ | 3 |
| 5 | ジョージ・S・ニクソン | 共和党 | 1905年3月4日 – 1912年6月5日 | 1905年選出 | 7 | 59                                               | 8 | 1903年1月27日選出 | 1903年3月4日 – 1917年12月24日 | 民主党 | フランシス・G・ニューランズ | 3 |
| 5 | ジョージ・S・ニクソン | 共和党 | 1905年3月4日 – 1912年6月5日 | 1905年選出 | 7 | 60                                               | 8 | 1903年1月27日選出 | 1903年3月4日 – 1917年12月24日 | 民主党 | フランシス・G・ニューランズ | 3 |
| 5 | ジョージ・S・ニクソン | 共和党 | 1905年3月4日 – 1912年6月5日 | 1905年選出 | 7 | 61                                               | 9 | 1909年1月26日再選 | 1903年3月4日 – 1917年12月24日 | 民主党 | フランシス・G・ニューランズ | 3 |
| 5 | ジョージ・S・ニクソン | 共和党 | 1905年3月4日 – 1912年6月5日 | 1911年再選 死去 | 8 | 62                                               | 9 | 1909年1月26日再選 | 1903年3月4日 – 1917年12月24日 | 民主党 | フランシス・G・ニューランズ | 3 |
| 空席 | 空席 | 空席 | 1912年6月5日 – 1912年7月1日 | | 8 | 62                                               | 9 | 1909年1月26日再選 | 1903年3月4日 – 1917年12月24日 | 民主党 | フランシス・G・ニューランズ | 3 |
| 6 | ウィリアム・A・マッシー | 共和党 | 1912年7月1日 – 1913年1月29日 | ニクソン死去による空席を補充するため任命 補欠選挙で敗北 | 8 | 62                                               | 9 | 1909年1月26日再選 | 1903年3月4日 – 1917年12月24日 | 民主党 | フランシス・G・ニューランズ | 3 |
| 7 | キー・ピットマン | 民主党 | 1913年1月29日 – 1940年11月10日 | 1913年ニクソン死去による補欠選挙で選出 | 8 | 62                                               | 9 | 1909年1月26日再選 | 1903年3月4日 – 1917年12月24日 | 民主党 | フランシス・G・ニューランズ | 3 |
| 7 | キー・ピットマン | 民主党 | 1913年1月29日 – 1940年11月10日 | 1913年ニクソン死去による補欠選挙で選出 | 8 | 63                                               | 9 | 1909年1月26日再選 | 1903年3月4日 – 1917年12月24日 | 民主党 | フランシス・G・ニューランズ | 3 |
| 7 | キー・ピットマン | 民主党 | 1913年1月29日 – 1940年11月10日 | 1913年ニクソン死去による補欠選挙で選出 | 8 | 64                                               | 10 | 1914年再選 死去 | 1903年3月4日 – 1917年12月24日 | 民主党 | フランシス・G・ニューランズ | 3 |
| 7 | キー・ピットマン | 民主党 | 1913年1月29日 – 1940年11月10日 | 1916年選出 | 9 | 65                                               | 10 | 1914年再選 死去 | 1903年3月4日 – 1917年12月24日 | 民主党 | フランシス・G・ニューランズ | 3 |
| 7 | キー・ピットマン | 民主党 | 1913年1月29日 – 1940年11月10日 | 1916年選出 | 9 | 65                                               | 10 | | 1917年12月24日 – 1918年1月12日 | 空席 | 空席 | 空席 |
| 7 | キー・ピットマン | 民主党 | 1913年1月29日 – 1940年11月10日 | 1916年選出 | 9 | 65                                               | 10 | ニューランズ死去による空席を補充するため任命 1918年11月6日ニューランズ死去による補欠選挙で選出 再選に失敗                                                                 | 1918年1月12日 – 1921年3月3日 | 民主党 | チャールズ・ヘンダーソン | 4 |
| 7 | キー・ピットマン | 民主党 | 1913年1月29日 – 1940年11月10日 | 1916年選出 | 9 | 66                                               | 10 | ニューランズ死去による空席を補充するため任命 1918年11月6日ニューランズ死去による補欠選挙で選出 再選に失敗                                                                 | 1918年1月12日 – 1921年3月3日 | 民主党 | チャールズ・ヘンダーソン | 4 |
| 7 | キー・ピットマン | 民主党 | 1913年1月29日 – 1940年11月10日 | 1916年選出 | 9 | 67                                               | 11 | 1920年選出 | 1921年3月3日 – 1933年3月3日 | 共和党 | タスカー・オッディー | 5 |
| 7 | キー・ピットマン | 民主党 | 1913年1月29日 – 1940年11月10日 | 1922年再選 | 10 | 68                                               | 11 | 1920年選出 | 1921年3月3日 – 1933年3月3日 | 共和党 | タスカー・オッディー | 5 |
| 7 | キー・ピットマン | 民主党 | 1913年1月29日 – 1940年11月10日 | 1922年再選 | 10 | 69                                               | 11 | 1920年選出 | 1921年3月3日 – 1933年3月3日 | 共和党 | タスカー・オッディー | 5 |
| 7 | キー・ピットマン | 民主党 | 1913年1月29日 – 1940年11月10日 | 1922年再選 | 10 | 70                                               | 12 | 1926年再選 再選に失敗 | 1921年3月3日 – 1933年3月3日 | 共和党 | タスカー・オッディー | 5 |
| 7 | キー・ピットマン | 民主党 | 1913年1月29日 – 1940年11月10日 | 1928年再選 | 11 | 71                                               | 12 | 1926年再選 再選に失敗 | 1921年3月3日 – 1933年3月3日 | 共和党 | タスカー・オッディー | 5 |
| 7 | キー・ピットマン | 民主党 | 1913年1月29日 – 1940年11月10日 | 1928年再選 | 11 | 72                                               | 12 | 1926年再選 再選に失敗 | 1921年3月3日 – 1933年3月3日 | 共和党 | タスカー・オッディー | 5 |
| 7 | キー・ピットマン | 民主党 | 1913年1月29日 – 1940年11月10日 | 1928年再選 | 11 | 73                                               | 13 | 1932年選出 | 1933年3月4日 – 1954年9月28日 | 民主党 | パット・マッカラン | 6 |
| 7 | キー・ピットマン | 民主党 | 1913年1月29日 – 1940年11月10日 | 1934年再選 1940年に再選されたが任期開始前に死去 | 12 | 74                                               | 13 | 1932年選出 | 1933年3月4日 – 1954年9月28日 | 民主党 | パット・マッカラン | 6 |
| 7 | キー・ピットマン | 民主党 | 1913年1月29日 – 1940年11月10日 | 1934年再選 1940年に再選されたが任期開始前に死去 | 12 | 75                                               | 13 | 1932年選出 | 1933年3月4日 – 1954年9月28日 | 民主党 | パット・マッカラン | 6 |
| 7 | キー・ピットマン | 民主党 | 1913年1月29日 – 1940年11月10日 | 1934年再選 1940年に再選されたが任期開始前に死去 | 12 | 76                                               | 14 | 1938年再選 | 1933年3月4日 – 1954年9月28日 | 民主党 | パット・マッカラン | 6 |
| 空席 | 空席 | 空席 | 1940年11月10日 – 1940年11月27日 | | 12 | 76                                               | 14 | 1938年再選 | 1933年3月4日 – 1954年9月28日 | 民主党 | パット・マッカラン | 6 |
| 8 | バークレー・L・バンカー | 民主党 | 1940年11月27日 – 1942年12月6日 | ピットマン死去による空席を補充するため任命 | 12 | 76                                               | 14 | 1938年再選 | 1933年3月4日 – 1954年9月28日 | 民主党 | パット・マッカラン | 6 |
| 8 | バークレー・L・バンカー | 民主党 | 1940年11月27日 – 1942年12月6日 | ピットマンの任期を開始するため任命 補欠選挙で再指名に失敗 | 13 | 77                                               | 14 | 1938年再選 | 1933年3月4日 – 1954年9月28日 | 民主党 | パット・マッカラン | 6 |
| 9 | ジェームズ・G・スクラアム | 民主党 | 1942年12月7日 – 1945年6月23日 | 1942年ピットマン死去による補欠選挙で選出 死去 | 13 | 77                                               | 14 | 1938年再選 | 1933年3月4日 – 1954年9月28日 | 民主党 | パット・マッカラン | 6 |
| 9 | ジェームズ・G・スクラアム | 民主党 | 1942年12月7日 – 1945年6月23日 | 1942年ピットマン死去による補欠選挙で選出 死去 | 13 | 78                                               | 14 | 1938年再選 | 1933年3月4日 – 1954年9月28日 | 民主党 | パット・マッカラン | 6 |
| 9 | ジェームズ・G・スクラアム | 民主党 | 1942年12月7日 – 1945年6月23日 | 1942年ピットマン死去による補欠選挙で選出 死去 | 13 | 79                                               | 15 | 1944年再選 | 1933年3月4日 – 1954年9月28日 | 民主党 | パット・マッカラン | 6 |
| 空席 | 空席 | 空席 | 1945年6月23日 – 1945年7月24日 | | 13 | 79                                               | 15 | 1944年再選 | 1933年3月4日 – 1954年9月28日 | 民主党 | パット・マッカラン | 6 |
| 10 | エドワード・P・カービル | 民主党 | 1945年7月24日 – 1947年1月3日 | スクラアム死去による空席を補充するため任命 再指名に失敗 | 13 | 79                                               | 15 | 1944年再選 | 1933年3月4日 – 1954年9月28日 | 民主党 | パット・マッカラン | 6 |
| 11 | ジョージ・W・マローン | 共和党 | 1947年1月3日 – 1959年1月3日 | 1946年選出 | 15 | 80                                               | 15 | 1944年再選 | 1933年3月4日 – 1954年9月28日 | 民主党 | パット・マッカラン | 6 |
| 11 | ジョージ・W・マローン | 共和党 | 1947年1月3日 – 1959年1月3日 | 1946年選出 | 15 | 81                                               | 15 | 1944年再選 | 1933年3月4日 – 1954年9月28日 | 民主党 | パット・マッカラン | 6 |
| 11 | ジョージ・W・マローン | 共和党 | 1947年1月3日 – 1959年1月3日 | 1946年選出 | 15 | 82                                               | 16 | 1950年再選 死去 | 1933年3月4日 – 1954年9月28日 | 民主党 | パット・マッカラン | 6 |
| 11 | ジョージ・W・マローン | 共和党 | 1947年1月3日 – 1959年1月3日 | 1952年再選 再選に失敗 | 16 | 83                                               | 16 | 1950年再選 死去 | 1933年3月4日 – 1954年9月28日 | 民主党 | パット・マッカラン | 6 |
| 11 | ジョージ・W・マローン | 共和党 | 1947年1月3日 – 1959年1月3日 | 1952年再選 再選に失敗 | 16 | 83                                               | 16 | | 1954年9月28日 – 1954年10月1日 | 空席 | 空席 | 空席 |
| 11 | ジョージ・W・マローン | 共和党 | 1947年1月3日 – 1959年1月3日 | 1952年再選 再選に失敗 | 16 | 83                                               | 16 | マッカラン死去による空席を補充するため任命 補欠選挙で敗北 | 1954年10月1日 – 1954年12月1日 | 共和党 | アーネスト・S・ブラウン | 7 |
| 11 | ジョージ・W・マローン | 共和党 | 1947年1月3日 – 1959年1月3日 | 1952年再選 再選に失敗 | 16 | 83                                               | 16 | 1954年マッカラン死去による補欠選挙で選出 | 1954年12月2日 – 1974年12月17日 | 民主党 | アラン・バイブル | 8 |
| 11 | ジョージ・W・マローン | 共和党 | 1947年1月3日 – 1959年1月3日 | 1952年再選 再選に失敗 | 16 | 84                                               | 16 | 1954年マッカラン死去による補欠選挙で選出 | 1954年12月2日 – 1974年12月17日 | 民主党 | アラン・バイブル | 8 |
| 11 | ジョージ・W・マローン | 共和党 | 1947年1月3日 – 1959年1月3日 | 1952年再選 再選に失敗 | 16 | 85                                               | 17 | 1956年選出 | 1954年12月2日 – 1974年12月17日 | 民主党 | アラン・バイブル | 8 |
| 12 | ハワード・キャノン | 民主党 | 1959年1月3日 – 1983年1月3日 | 1958年選出 | 17 | 86                                               | 17 | 1956年選出 | 1954年12月2日 – 1974年12月17日 | 民主党 | アラン・バイブル | 8 |
| 12 | ハワード・キャノン | 民主党 | 1959年1月3日 – 1983年1月3日 | 1958年選出 | 17 | 87                                               | 17 | 1956年選出 | 1954年12月2日 – 1974年12月17日 | 民主党 | アラン・バイブル | 8 |
| 12 | ハワード・キャノン | 民主党 | 1959年1月3日 – 1983年1月3日 | 1958年選出 | 17 | 88                                               | 18 | 1962年再選 | 1954年12月2日 – 1974年12月17日 | 民主党 | アラン・バイブル | 8 |
| 12 | ハワード・キャノン | 民主党 | 1959年1月3日 – 1983年1月3日 | 1964年再選 | 18 | 89                                               | 18 | 1962年再選 | 1954年12月2日 – 1974年12月17日 | 民主党 | アラン・バイブル | 8 |
| 12 | ハワード・キャノン | 民主党 | 1959年1月3日 – 1983年1月3日 | 1964年再選 | 18 | 90                                               | 18 | 1962年再選 | 1954年12月2日 – 1974年12月17日 | 民主党 | アラン・バイブル | 8 |
| 12 | ハワード・キャノン | 民主党 | 1959年1月3日 – 1983年1月3日 | 1964年再選 | 18 | 91                                               | 19 | 1968年再選 引退, 後継に早く議席を譲るため辞職 | 1954年12月2日 – 1974年12月17日 | 民主党 | アラン・バイブル | 8 |
| 12 | ハワード・キャノン | 民主党 | 1959年1月3日 – 1983年1月3日 | 1970年再選 | 19 | 92                                               | 19 | 1968年再選 引退, 後継に早く議席を譲るため辞職 | 1954年12月2日 – 1974年12月17日 | 民主党 | アラン・バイブル | 8 |
| 12 | ハワード・キャノン | 民主党 | 1959年1月3日 – 1983年1月3日 | 1970年再選 | 19 | 93                                               | 19 | 1968年再選 引退, 後継に早く議席を譲るため辞職 | 1954年12月2日 – 1974年12月17日 | 民主党 | アラン・バイブル | 8 |
| 12 | ハワード・キャノン | 民主党 | 1959年1月3日 – 1983年1月3日 | 1970年再選 | 19 | バイブル辞職により任命。任命時、次の任期に選出済 | 19 | 1974年12月18日 – 1987年1月3日 | 共和党 | ポール・ラクソルト | 9 | |
| 12 | ハワード・キャノン | 民主党 | 1959年1月3日 – 1983年1月3日 | 1970年再選 | 19 | 94                                               | 20 | 1974年12月18日 – 1987年1月3日 | 共和党 | ポール・ラクソルト | 9 | 1974年選出 |
| 12 | ハワード・キャノン | 民主党 | 1959年1月3日 – 1983年1月3日 | 1976年再選 再選に失敗 | 20 | 95                                               | 20 | 1974年12月18日 – 1987年1月3日 | 共和党 | ポール・ラクソルト | 9 | 1974年選出 |
| 12 | ハワード・キャノン | 民主党 | 1959年1月3日 – 1983年1月3日 | 1976年再選 再選に失敗 | 20 | 96                                               | 20 | 1974年12月18日 – 1987年1月3日 | 共和党 | ポール・ラクソルト | 9 | 1974年選出 |
| 12 | ハワード・キャノン | 民主党 | 1959年1月3日 – 1983年1月3日 | 1976年再選 再選に失敗 | 20 | 97                                               | 21 | 1974年12月18日 – 1987年1月3日 | 共和党 | ポール・ラクソルト | 9 | 1980年再選 引退 |
| 13 | シック・ヘクト | 共和党 | 1983年1月3日 – 1989年1月3日 | 1982年選出 再選に失敗 | 21 | 98                                               | 21 | 1974年12月18日 – 1987年1月3日 | 共和党 | ポール・ラクソルト | 9 | 1980年再選 引退 |
| 13 | シック・ヘクト | 共和党 | 1983年1月3日 – 1989年1月3日 | 1982年選出 再選に失敗 | 21 | 99                                               | 21 | 1974年12月18日 – 1987年1月3日 | 共和党 | ポール・ラクソルト | 9 | 1980年再選 引退 |
| 13 | シック・ヘクト | 共和党 | 1983年1月3日 – 1989年1月3日 | 1982年選出 再選に失敗 | 21 | 100                                              | 22 | 1986年選出 | 1987年1月3日 – 2017年1月3日 | 民主党 | ハリー・リード | 10 |
| 14 | リチャード・ブライアン | 民主党 | 1989年1月3日 – 2001年1月3日 | 1988年選出 | 22 | 101                                              | 22 | 1986年選出 | 1987年1月3日 – 2017年1月3日 | 民主党 | ハリー・リード | 10 |
| 14 | リチャード・ブライアン | 民主党 | 1989年1月3日 – 2001年1月3日 | 1988年選出 | 22 | 102                                              | 22 | 1986年選出 | 1987年1月3日 – 2017年1月3日 | 民主党 | ハリー・リード | 10 |
| 14 | リチャード・ブライアン | 民主党 | 1989年1月3日 – 2001年1月3日 | 1988年選出 | 22 | 103                                              | 23 | 1992年再選 | 1987年1月3日 – 2017年1月3日 | 民主党 | ハリー・リード | 10 |
| 14 | リチャード・ブライアン | 民主党 | 1989年1月3日 – 2001年1月3日 | 1994年再選 引退 | 23 | 104                                              | 23 | 1992年再選 | 1987年1月3日 – 2017年1月3日 | 民主党 | ハリー・リード | 10 |
| 14 | リチャード・ブライアン | 民主党 | 1989年1月3日 – 2001年1月3日 | 1994年再選 引退 | 23 | 105                                              | 23 | 1992年再選 | 1987年1月3日 – 2017年1月3日 | 民主党 | ハリー・リード | 10 |
| 14 | リチャード・ブライアン | 民主党 | 1989年1月3日 – 2001年1月3日 | 1994年再選 引退 | 23 | 106                                              | 24 | 1998年再選 | 1987年1月3日 – 2017年1月3日 | 民主党 | ハリー・リード | 10 |
| 15 | ジョン・エンスン | 共和党 | 2001年1月3日 – 2011年5月3日 | 2000年選出 | 24 | 107                                              | 24 | 1998年再選 | 1987年1月3日 – 2017年1月3日 | 民主党 | ハリー・リード | 10 |
| 15 | ジョン・エンスン | 共和党 | 2001年1月3日 – 2011年5月3日 | 2000年選出 | 24 | 108                                              | 24 | 1998年再選 | 1987年1月3日 – 2017年1月3日 | 民主党 | ハリー・リード | 10 |
| 15 | ジョン・エンスン | 共和党 | 2001年1月3日 – 2011年5月3日 | 2000年選出 | 24 | 109                                              | 25 | 2004年再選 | 1987年1月3日 – 2017年1月3日 | 民主党 | ハリー・リード | 10 |
| 15 | ジョン・エンスン | 共和党 | 2001年1月3日 – 2011年5月3日 | 2006年再選 辞職 | 25 | 110                                              | 25 | 2004年再選 | 1987年1月3日 – 2017年1月3日 | 民主党 | ハリー・リード | 10 |
| 15 | ジョン・エンスン | 共和党 | 2001年1月3日 – 2011年5月3日 | 2006年再選 辞職 | 25 | 111                                              | 25 | 2004年再選 | 1987年1月3日 – 2017年1月3日 | 民主党 | ハリー・リード | 10 |
| 15 | ジョン・エンスン | 共和党 | 2001年1月3日 – 2011年5月3日 | 2006年再選 辞職 | 25 | 112                                              | 26 | 2010年再選 引退 | 1987年1月3日 – 2017年1月3日 | 民主党 | ハリー・リード | 10 |
| 空席 | 空席 | 空席 | 2011年5月3日 – 2011年5月9日 | | 25 | 112                                              | 26 | 2010年再選 引退 | 1987年1月3日 – 2017年1月3日 | 民主党 | ハリー・リード | 10 |
| 16 | ディーン・ヘラー | 共和党 | 2011年5月9日 – 現職 | エンスン辞職による空席を補充するため任命 | 25 | 112                                              | 26 | 2010年再選 引退 | 1987年1月3日 – 2017年1月3日 | 民主党 | ハリー・リード | 10 |
| 16 | ディーン・ヘラー | 共和党 | 2011年5月9日 – 現職 | 2012年選出 | 26 | 113                                              | 26 | 2010年再選 引退 | 1987年1月3日 – 2017年1月3日 | 民主党 | ハリー・リード | 10 |
| 16 | ディーン・ヘラー | 共和党 | 2011年5月9日 – 現職 | 2012年選出 | 26 | 114                                              | 26 | 2010年再選 引退 | 1987年1月3日 – 2017年1月3日 | 民主党 | ハリー・リード | 10 |
| 16 | ディーン・ヘラー | 共和党 | 2011年5月9日 – 現職 | 2012年選出 | 26 | 115                                              | 27 | 2016年選出 | 2017年1月3日 – 現職 | 民主党 | キャサリン・コルテス・マスト | 11 |
| 2018年改選予定 | 2018年改選予定 | 2018年改選予定 | 2018年改選予定 | 2018年改選予定 | 40 | 116                                              | 27 | 2016年選出 | 2017年1月3日 – 現職 | 民主党 | キャサリン・コルテス・マスト | 11 |
| 2018年改選予定 | 2018年改選予定 | 2018年改選予定 | 2018年改選予定 | 2018年改選予定 | 40 | 117                                              | 27 | 2016年選出 | 2017年1月3日 – 現職 | 民主党 | キャサリン・コルテス・マスト | 11 |
| 2018年改選予定 | 2018年改選予定 | 2018年改選予定 | 2018年改選予定 | 2018年改選予定 | 40 | 118                                              | 40 | 2022年改選予定 | 2022年改選予定 | 2022年改選予定 | 2022年改選予定 | 2022年改選予定 |
| # | 氏名 | 所属政党 | 在職期間 | 選挙歴 | 任 期 |                                                  | 任 期 | 選挙歴 | 在職期間 | 所属政党 | 氏名 | # |
| 第1部 | 第1部 | 第1部 | 第1部 | 第1部 | 第1部 | 第3部                                            | 第3部 | 第3部 | 第3部 | 第3部 | 第3部 | |